# Erdmann Gustav von Walspeck
Erdmann Gustav von Walspeck (geb. im 17. oder 18. Jahrhundert; gest. 26. Mai 1749) war ein preußischer Landrat.

## Leben
Erdmann Gustav von Walspeck saß auf Slawitz und war mit einer Tschirschki und Bögendorf vermählt. Ein gemeinsamer Sohn war der königlich preußische Kriegs- und Steuerrat Friedrich Gustav von Walspeck (* 24. April 1746 in Slawitz; † 2. Januar 1790 in Tarnowitz). 1743 wurde er zum ersten Landrat des Landkreises Oppeln ernannt. Das Amt als Landrat übte er bis 1749 aus, sein Nachfolger wurde George Heinrich von Tschirschky.